# Col des Mosses
Il Col des Mosses è un passo di montagna nel Canton Vaud, Svizzera. Collega la località di Aigle con Château-d'Œx. Scollina a un'altitudine di 1445 m s.l.m.
Sopra il colle si erge il Pic Chaussy (2.351 m).